# Lanová dráha Nové Butovice – Barrandov
Lanová dráha Nové Butovice – Barrandov (Prokopská lanovka) byl projekt visuté lanové dráhy přes Prokopské a Dalejské údolí, prosazovaný v roce 2010–2012 městskými částmi Praha 5 a Praha 13, podle tehdejších starostů městských částí Milana Jančíka a Davida Vodrážky zmíněný též jako Jančíkovo-Vodrážkova lanovka.

## Historie záměru
Městská část Praha 5 si v roce 2010 nechala zpracovat studii Park Barrandov jako podklad pro změnu územního plánu. Z této studie vzešel námět na propojení území na obou stranách Prokopského údolí, zpracovaný rovněž roku 2010 ve studii Prokopská lanovka. Tento návrh byl považován za ekologičtější, méně invazivní alternativu mostního propojení, které se objevovalo ve dřívějších studiích. Starosta Prahy 5 Radek Klíma (TOP 09) v roce 2012 uvedl, že městská část Praha 5 disponuje studií na výstavbu Barrandovského parku, jehož součástí by mohla být i stavba lanovky.
Podle starosty Prahy 13 s myšlenkou přišli zástupci Prahy 5, kteří si nechali zpracovat koncepční studii a zahájili kroky k tomu, aby bylo možno v budoucnu projekt uskutečnit. Rada městské části Praha 13 v polovině ledna 2012 schválila kladné stanovisko k návrhu na změnu územního plánu. Předpokládala zapojení lanovky do systému Pražské integrované dopravy.
Termín výstavby nebyl navržen. Odhady nákladů šly do stovek milionů korun, městská část mluvila o půl miliardě korun, spekulovalo se i o využití evropských fondů. Tvůrcem projektu bylo studio PSK Tuzar. Investorem lanovky by měla být Praha 5.

## Popis a parametry
Jedna stanice měla být u tramvajové konečné Sídliště Barrandov, druhá u nákupního centra Galerie Butovice. Součástí stanice v Nových Butovicích měla být technologická část, vstupní hala, turnikety a bistro s veřejnými toaletami. Na barrandovské straně by stanice byla zakomponována do plánovaného parku a projektant zde navrhuje restauraci, toalety a trafiku, případně prodejnu pečiva.
Lanovka měla být dlouhá 2062 metrů s převýšením 28 metrů. Na trase měla mít tři nosné sloupy vysoké 32 až 45 metrů, z toho pouze prostřední by podle novinového článku stál přímo v Prokopském údolí, podle komentáře by naopak měl stát přímo uprostřed butovického hradiště z mladší doby kamenné. Lanovka měla mít v kyvadlovém provozu dvě kabiny až pro 60 osob, přepravní kapacita by byla 550 lidí za hodinu, jízdní doba při rychlosti 7–10 m/s by byla 5 minut, zatímco dnes trvá autem kolem 15 minut a hromadnou dopravou až 25 minut.

## Hodnocení
V roce 2012 záměr obhajovala hlavní architekta městské části Praha 5 Elena Lacinová, a to především srovnáním s dříve navrhovaným mostním řešením.
Předseda výboru pro životní prostředí a zastupitel Prahy 5 Ondřej Velek (SZ) projekt označil za pozůstatek z dob starostování Milana Jančíka (ODS) z doby, kdy chtěl vybudovat na Barrandově park. Projekt označil za nesmysl nejen ekonomický, ale i ekologický, sloupy podle něj Prokopské údolí vizuálně velmi poškodí a dojde k výraznému zásahu do unikátního prostředí údolí. Dopady případné stavby v oblasti Butovického hradiště považuje za ekologické zvěrstvo. Pro Českou pozici Ondřej Velek uvedl, že     projekt považuje za odvádění pozornosti od podstatných věcí na Praze 5 a 13 a za tunelování veřejných rozpočtů prostřednictvím různě ohebných projektů a studií.
Redaktor Hospodářských novin Karel Tinl ve svém komentáři označil lanovku za „první tunel ve vzduchu“. U okénka by podle jeho představy pravidelně probíhal boj mezi mužem s fotoaparátem a barrandovskou babičkou s nákupními taškami a redaktor se ptá, co s turistou na Barrandově a zda potřebuje babička nakupovat zrovna v Nových Butovicích. V Nových Butovicích neměla být lanovka ukončena u stanice metra, ale v obchodním centru Galerie Butovice, které je pro svou neúspěšnost označováno za projekt duchů, a dle názoru Karla Tinla by do dokončení projektu lanovky stejně zkrachoval.
V anketě na iHNed.cz jen 23 % lidí hlasovalo, že je tato lanovka potřebná, a necelé tři čtvrtiny zvolily možnost „ne“.